# Torre civica (Forli)

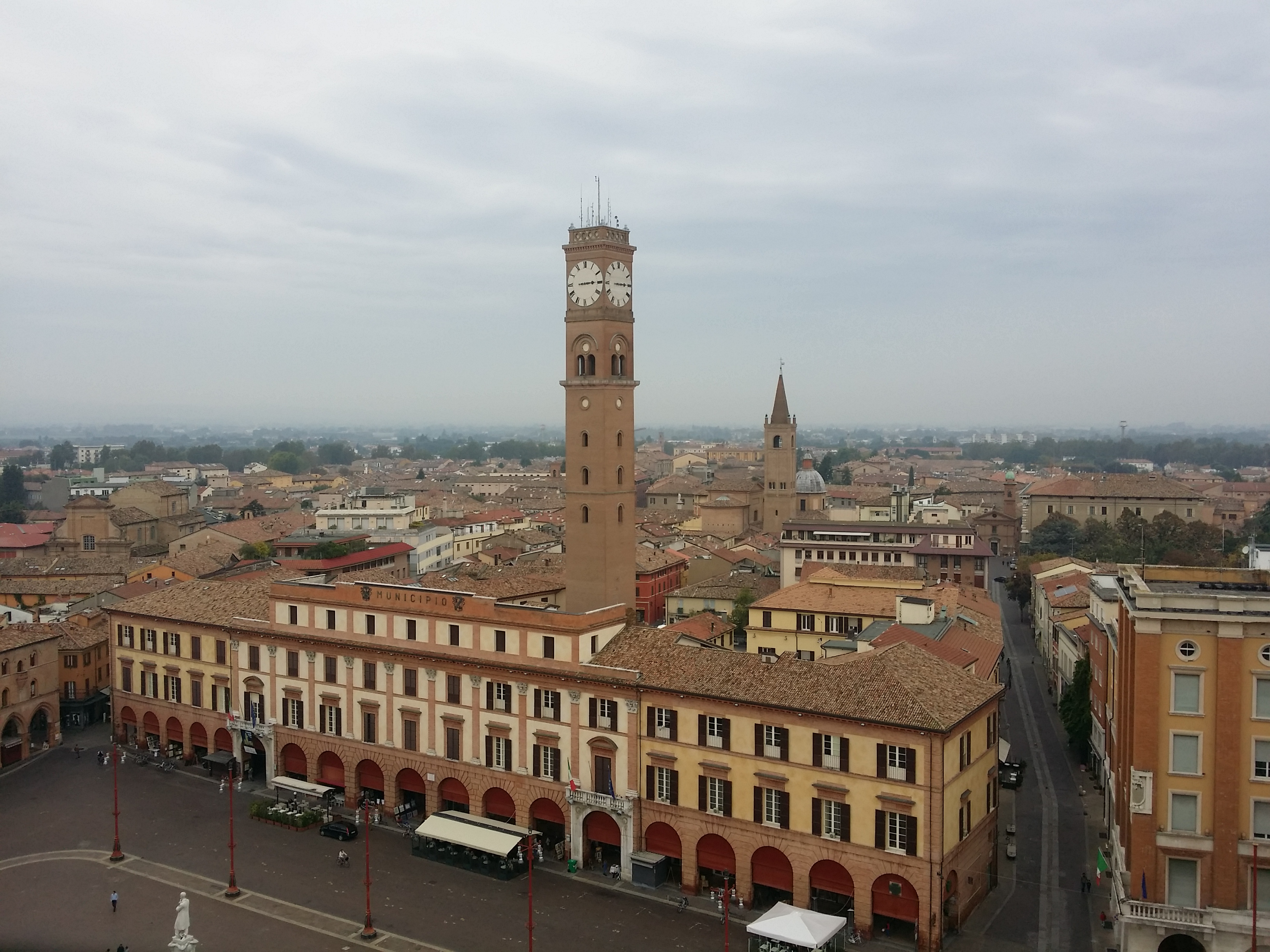
De Torre civica staat achter het stadhuis van Forli.

De Torre civica is een klokkentoren in Forlì, in de Italiaanse regio Romagna. De toren is gelegen achter het stadhuis.
De eerste toren werd gebouwd in de middeleeuwen, op een restant van een Romeinse toren. De Torre civica bevond zich achter het paleis van de familie Ordelaffi, een vooraanstaande familie in Forlì. Deze familie was gedurende lange tijd heerser over Forlì tijdens de middeleeuwen. Forlì was vanaf de jaren 1500 een provincie van de Pauselijke Staat. Het voormalige paleis van Ordelaffi werd derhalve residentie voor de prelaat-gouverneur. De toren werd deels vernield door de aardbeving van 1781.
De tweede toren is het gevolg van de restauratie van de ruïne, ten tijde van het bestuur van prelaat-gouverneur Stanislao Sanseverino 1818-1826. Met het afschaffen van de pauselijke staat werd het paleis van de prelaat-gouverneur het stadhuis van Forlì (19e eeuw). De Torre civica bleef een symbool van de stad en haar rijk verleden na de installatie van het koninkrijk Italië. De nazi's dynamiteerden de toren op 9 november 1944.
De derde en huidige toren werd gebouwd in de jaren 1975-1973. De reden voor de heropbouw was het verlangen om het eeuwenoude silhouet van de stad terug te krijgen.